# Carpineto Sinello
Carpineto Sinello – miejscowość i gmina we Włoszech, w regionie Abruzja, w prowincji Chieti.
Według danych na rok 2004 gminę zamieszkiwało 746 osób i 25,7 os./km².